# 7 février 1985
Le jeudi 7 février 1985 est le 38e jour de l'année 1985.

## Naissances
- Aeris Gainsborough, personnage du jeu vidéo Final Fantasy VII
- Bernard James, joueur de basket-ball américain
- Brittany Hayes, joueuse de water polo américaine
- Christian Reichert, nageur allemand
- Christophe Mandanne, footballeur français
- Clara Bryant, actrice américaine
- Deborah Ann Woll, actrice américaine
- Ewout Genemans, acteur néerlandais
- François Benoy, politologue et homme politique luxembourgeois
- Hana Trabelsi, rameuse tunisienne
- Josh Hennessy, joueur de hockey sur glace américain
- Leftéris Nikoláou-Alavános, personnalité politique grec
- Li Ling, athlète chinoise
- Pablo Álvarez Menéndez, footballeur uruguayen
- Rouslan Khassanchine, joueur de hockey sur glace russe
- Sabria Dahane, nageuse algérienne
- Tegan Moss, actrice canadienne
- Tina Majorino, actrice américaine
- Tomoyuki Kawabata, coureur cycliste japonais
- Yohan Montès, joueur de rugby

## Décès
- Georges Gramme (né le 22 février 1926), politicien belge
- Germaine Hagemans (née le 18 novembre 1897), peintre belge
- Matt Monro (né le 1er décembre 1930), chanteur britannique

## Événements
- Verdict du procès de l'assassinat du père Jerzy Popieluszko et condamnation de plusieurs militaires à de longues peines de prison.